# Five Nations 1947
Der 1947 ausgetragene Wettbewerb des jährlichen Rugby-Union-Turniers Five Nations (seit 2000 Six Nations) war der erste nach dem Zweiten Weltkrieg. Das Turnier fand nach einer siebenjährigen Unterbrechung zwischen dem 1. Januar und dem 19. April statt. Erstmals seit 1931 war Frankreich wieder teilnahmeberechtigt. Turniersieger wurden gemeinsam England und Wales (die Punktedifferenz spielte beim damaligen Turniermodus keine Rolle).

## Teilnehmer
| Land       | Stadion                        | Stadt             | Kapitän                                   |
| ---------- | ------------------------------ | ----------------- | ----------------------------------------- |
| England    | Twickenham Stadium             | London            | Joe Mycock / Jack Heaton                  |
| Frankreich | Stade Olympique Yves-du-Manoir | Colombes          | Louis Junquas                             |
| Irland     | Lansdowne Road                 | Dublin            | Con Murphy / Jack Monteith                |
| Schottland | Murrayfield Stadium            | Edinburgh         | Keith Geddes / Bill Munro / Russell Bruce |
| Wales      | Cardiff Arms Park / St Helen’s | Cardiff / Swansea | Haydn Tanner                              |

## Tabelle
|    | Land       | Spiele | Siege | Unent. | Ndlg. | Spiel- punkte | Diff. | Tabellen- punkte |
| -- | ---------- | ------ | ----- | ------ | ----- | ------------- | ----- | ---------------- |
| 1. | Wales      | 4      | 3     | 0      | 1     | 37:17         | + 20  | 6                |
| 1. | England    | 4      | 3     | 0      | 1     | 39:36         | + 3   | 6                |
| 3. | Irland     | 4      | 2     | 0      | 2     | 33:18         | + 15  | 4                |
| 3. | Frankreich | 4      | 2     | 0      | 2     | 23:20         | + 3   | 4                |
| 5. | Schottland | 4      | 0     | 0      | 4     | 16:57         | − 41  | 0                |

## Ergebnisse
| 1. Januar 1947 | Frankreich                                  | 8 : 3         | Schottland          | Stade Olympique Yves-du-Manoir, Colombes Zuschauer: 35.000 Schiedsrichter: Cyril Gadney (England) |
| 1. Januar 1947 | Versuche: Lassègue Terreau Erhöhungen: Prat | (8:3) Bericht | Straftritte: Geddes | Stade Olympique Yves-du-Manoir, Colombes Zuschauer: 35.000 Schiedsrichter: Cyril Gadney (England) |

| 18. Januar 1947 | Wales                    | 6 : 9         | England                                          | Cardiff Arms Park, Cardiff Zuschauer: 43.000 Schiedsrichter: R. A. Beattie (Schottland) |
| 18. Januar 1947 | Versuche: Evans Stephens | (3:5) Bericht | Versuche: White Erhöhungen: Gray Dropgoals: Hall | Cardiff Arms Park, Cardiff Zuschauer: 43.000 Schiedsrichter: R. A. Beattie (Schottland) |

| 25. Januar 1947 | Irland                                                 | 8 : 12        | Frankreich                          | Lansdowne Road, Dublin Schiedsrichter: John Whittaker (England) |
| 25. Januar 1947 | Versuche: McKay Erhöhungen: Mullan Straftritte: Mullan | (8:3) Bericht | Versuche: Lassègue (2) Prat Sorondo | Lansdowne Road, Dublin Schiedsrichter: John Whittaker (England) |

| 1. Februar 1947 | Schottland                                              | 8 : 22        | Wales                                                                                    | Murrayfield Stadium, Edinburgh Zuschauer: 45.000 Schiedsrichter: Michael Dowling (Irland) |
| 1. Februar 1947 | Versuche: Elliot Erhöhungen: Geddes Straftritte: Geddes | (8:6) Bericht | Versuche: Cleaver Jones B. Williams L. Williams Erhöhungen: Tamplin Straftritte: Tamplin | Murrayfield Stadium, Edinburgh Zuschauer: 45.000 Schiedsrichter: Michael Dowling (Irland) |

| 8. Februar 1947 | Irland                                                                     | 22 : 0        | England | Lansdowne Road, Dublin Schiedsrichter: Malcolm Allan (Schottland) |
| 8. Februar 1947 | Versuche: McKay Mullan O’Hanlon Erhöhungen: Mullan (2) Straftritte: Mullan | (6:0) Bericht |         | Lansdowne Road, Dublin Schiedsrichter: Malcolm Allan (Schottland) |

| 22. Februar 1947 | Schottland | 0 : 3   | Irland              | Murrayfield Stadium, Edinburgh Schiedsrichter: Cyril Gadney (England) |
| 22. Februar 1947 |            | Bericht | Straftritte: Mullan | Murrayfield Stadium, Edinburgh Schiedsrichter: Cyril Gadney (England) |

| 15. März 1947 | England                                                                     | 24 : 5         | Schottland                           | Twickenham Stadium, London Zuschauer: 60.000 Schiedsrichter: Ivor David (Wales) |
| 15. März 1947 | Versuche: Bennett Guest Henderson Holmes Erhöhungen: Heaton Dropgoals: Hall | (14:0) Bericht | Versuche: Jackson Erhöhungen: Geddes | Twickenham Stadium, London Zuschauer: 60.000 Schiedsrichter: Ivor David (Wales) |

| 22. März 1947 | Frankreich | 0 : 3   | Wales                | Stade Olympique Yves-du-Manoir, Colombes Zuschauer: 35.000 |
| 22. März 1947 |            | Bericht | Straftritte: Tamplin | Stade Olympique Yves-du-Manoir, Colombes Zuschauer: 35.000 |

| 29. März 1947 | Wales                               | 6 : 0   | Irland | St Helen’s, Swansea Zuschauer: 36.000 |
| 29. März 1947 | Versuche: Evans Erhöhungen: Tamplin | Bericht |        | St Helen’s, Swansea Zuschauer: 36.000 |

| 19. April 1947 | England                 | 6 : 3         | Frankreich        | Twickenham Stadium, London Zuschauer: 50.000 |
| 19. April 1947 | Versuche: Guest Roberts | (3:0) Bericht | Straftritte: Prat | Twickenham Stadium, London Zuschauer: 50.000 |